# ダサい
ダサいとは、「恰好悪い」「野暮ったい」「垢抜けない」などといった意味を持つ俗語である。1970年代前半から関東地方の不良少年や女子高生の間で盛んに用いられ、1970年代後半には若者語として定着した。

## 造語の誕生
この俗語について、1978年版『現代用語の基礎知識』では暴走族を発信源とした言葉とした上で、不良同士が互いのツッパリ具合を品定めする際に用いられたしている。なお、1978年版『現代用語』ではツッパルについては本来、「自分を実力以上にアピールさせようとする」といった意味を持ち、それが高じて「自分を『（周囲から）見られている』状態に置いて、一つのモノのように意識する」といった意味を持ったとしている。1978年版の『現代用語』、コラムニストの泉麻人の著書には次のように記されている。
ただし「ツッパル」という俗語自体は流行のみを賛美するものではなく、時流に逆らい流行遅れのファッションを貫くことも「ツッパリ」の一種、あるいは自己パロディ化の一環と見なされた。
一方、東京家政学院大学教授の内田宗一は、『平凡パンチ』1975年4月28日号や『週刊平凡』1976年3月11日号において女子高生の生態を紹介した記事の中でこの俗語が取り上げられたことを理由に女子高生を発信源とした俗語としている。その上で、彼女らの間で使われた内輪用語が周囲に浸透し、1970年代後半には若者語として定着したものと推測している。
ただし、『平凡パンチ』ではこの俗語を｢『ダサい』はご存じ"イモ・田舎者"の意」と地方出身者を揶揄する言葉として紹介し、『週刊平凡』では「カッコ悪い、最悪の意味」と紹介している。なお、中高年齢層の間での浸透はかなり遅れ、『朝日新聞』のコラム「天声人語」での紹介は1983年12月2日のこととなった。

## 背景
日本語学者の米川明彦によれば、この時代は従来の勤勉さ、まじめさを尊ぶ価値観が廃れ、それと入れ替わるかのように利己主義的、享楽的な価値観を尊ぶ社会へと変化し始めていた。男性が学生運動の頓挫により無関心さを装った（しらけ世代）のに対し、1970年代から女性の動きが活発化し、1980年代以降は消費行動のターゲットと見なされマスメディアから盛んに持ち上げられた。こうした動きと呼応するかのように若者語も変化が生じ、従来の男性主導の「硬い言葉」「荒々しい言葉」「政治的ニュアンスの強い言葉」から、女性主導で生み出された「その場のノリのみを重視」する言葉へと変化し、多くの俗語が生み出されては短期間で廃れていった。米川によれば、女性主導の言葉は男性に批判の目を向けたものも多かったといい、その象徴として「ダサい」を挙げている。
2005年に刊行された『徹底比較!関東人と関西人: 性格から衣食住の好みまで』によれば、こうした言葉が関東地方で広まった背景には、人々が持つ「見栄っ張り」の要素がある。他者からいかに「おもろいヤツ」と見なされるかが最上の美徳となる関西人に対して、関東人は他者から「かっこいい」「○○さんさすがです」などと賞賛されることを最上の美徳としている。周囲と同調する傾向の強い関東地方の人々は、東京から配信される「都会的」「洗練された」とされる情報に追随し、そうした価値観を反映した人物像を演じることで、都会から配信される文化を自分たちが支えているのだと認識していた。一方で関東人は「かっこいい」とは対極にある「ダサい」と評されることを極度に恐れるあまり、東京を通勤圏とする地方出身者を嘲笑の対象と見なし、彼らを揶揄することで自らの存在意義を確認していた。そうした中、1980年代にタレントのタモリが埼玉県民を嘲笑する意味で「ダサい」と「埼玉」を掛け合わせた「ダ埼玉」という俗語を流行らせた。同時期には千葉県民を揶揄の対象とした「ド千葉」、茨城県と千葉県を掛け合わせた「ちばらぎ」などの俗語があった。

## 語源
語源については以下の説があるが詳細は定かではない。
- 西日本で用いられる「どんくさい」が転じたとする説[2][8]。
- 田舎という単語を「だしゃ」と読み、形容詞化して「だしゃい」と読んだものが転じたとする説[2][8]。
- 「無駄臭い」が転じたとする説[2]。
- 少年漫画において用いられた台詞が一般的に浸透したとする説[2]。ジャーナリストの榊原昭二によれば漫画の中の「やさい」という言葉が転じたものとしている[8]
- 「だって埼玉だから」と蔑視した言葉が簡略化されて「ダサい」になったとする説[2]。榊原は埼玉説については冗談の部類だろうとしている[8]。

前出の内田は、「いずれの語源説にしても、客観的な裏づけを行っていくことは、資料の面においてかなり困難である。残念ながら、詳細は不明とせざるを得ないのが現状です」としている。榊原は、いずれも地方を指す「どさ言葉」「どさ声」「どさ回り」の「どさ」、野暮ったさを表す「もさっとした」「もっさい」、主に値うちのないものを指す「駄馬」「駄犬」「駄菓子」「駄洒落」「駄文」の「駄」などの例を挙げた上で、「語感ないしは音感から醸造されたことばであるような気もする」としている。

## 類義語、派生語
類義語としては「いも」「いも臭い」「いもっぽい」「へこい」「へぼい」「ポテトチック」などがあった。同時期には「今風の」「流行に乗った」といった、「ダサい」とは対極的な意味合いを持つ「ナウい」や「いまい」という造語があったが、その多くは廃れて死語となった。
派生語としては「一見するとダサく見えるがかっこいい」を意味する「ダサかっこいい」が挙げられる。この言葉は1983年の時点で既に存在しており、同年8月21日付の『毎日新聞』では具体例として俳優の平田満と柄本明を挙げている。その後、1995年には『AERA』誌上で「時代のキーワード」として紹介、2018年にはDA PUMPの「U.S.A.」を評価する際に用いられるなど、2010年代においても定着している。このほか1992年には「非常にかっこわるい」を意味する畳語の「ダサダサ」、2002年には「ダサくてかわいい」を意味する「ダサかわ」が女子の間で流行した。